# هاگنبورگ
هاگنبورگ (به آلمانی: Hagenburg) یک منطقهٔ مسکونی در آلمان است که در شاومبورگ واقع شده‌است. هاگنبورگ ۴٬۵۴۷ نفر جمعیت دارد.